# Wallerant Vaillant
Pour les articles homonymes, voir Vaillant.
Wallerant Vaillant, né le 30 mai 1623 à Lille et mort le 28 août 1677 à Amsterdam, est un peintre et graveur de l’Âge d'or de la peinture néerlandaise.
Assistant de Ludwig von Siegen, il développa commercialement la technique de la manière noire inventée par ce dernier, et qu’il a probablement contribué à développer.

## Biographie
Tout jeune encore, Wallerant Vaillant se rendit à Anvers, et entra dans l’atelier d’Érasme II Quellin, où, peignant dans le genre du portrait, il se montra habile dessinateur et excellent coloriste, et obtint des succès. En 1643, il s'installe à Amsterdam avec ses parents. En 1647, il est à Middelbourg, puis de nouveau à Amsterdam en 1649. À l’époque du couronnement de l’empereur Léopold, en 1658, son maitre et ses amis lui conseillèrent de se rendre à Francfort, dans l’idée qu’il pourrait y tirer un grand parti de ses talents. Il eut, en effet, l’occasion de peindre un portrait extrêmement ressemblant et parfaitement peint de l’empereur, qui le mit en crédit, et la plupart des hauts personnages qui assistèrent à la cérémonie du couronnement voulurent se faire peindre également par lui.
En 1659, le maréchal de Gramont l’ayant pris en affection, l’engagea à venir en France, où il le présenta à la reine, qui lui fit faire son portrait, celui de la reine-mère et celui du duc d’Orléans. Il réussit aussi bien à Paris qu’à Francfort et toute la cour se fit peindre par lui.
C’est au milieu de travaux multipliés qu’il passa en France quatre années, après lesquelles il revint, en 1664, comblé de richesses, se fixer à Amsterdam où il devint le peintre de cour du prince de Nassau-Dietz. Le premier à avoir gravé en manière noire, dont il tenait le secret du prince Rupert, qui avait trouvé le secret de ce genre de gravure, et le lui avait enseigné, à condition qu’il ne le communiquerait à personne, il se fit une réputation aux Pays-Bas dans cette manière. Il a également gravé quatre portraits au burin de la plus grande rareté : ce sont ceux de l’empereur Léopold, de Jean-Philippe, archevêque et électeur de Mayence, de Charles-Louis, comte palatin, et de son épouse Sophie. Les autres pièces et portraits de sa composition qu’il a gravés en manière noire sont au nombre de dix-sept, et celles qu’il a gravées de la même manière, d’après différents maitres, s’élèvent à vingt et une.
Ses frères, dont plusieurs se distinguèrent également, Jan, Bernard, Jacques et Andries furent tous quatre ses élèves.

## Œuvre
Vaillant a peint des sujets variés tels que des portraits,, des scènes de chasse, des sujets de genre, notamment de la vie paysanne, des natures mortes avec des poissons, des scènes religieuses de modèle chrétien et mythologique, des trompe-l'œil, parmi lesquels un porte-lettres, qui fut le premier sujet de ce type à être peint. Après lui, d’autres peintres tels que Edwaert Collier, Cornelis Gysbrechts et Samuel van Hoogstraten, ont exécuté des œuvres dans le même genre. Vaillant est également connu pour ses représentations d’intérieurs d’études avec de jeunes dessinateurs. Ses portraits constituent un important témoignage sur les représentants de la société du Siècle d'or néerlandais : bourgmestres, régents, marchands, armateurs, médecins, libraires, pasteurs, femmes peintres, ou autres membres du gouvernement municipal qui multiplièrent les commandes auprès de lui. Ce portraitiste travaillait dans un style de référence nordique, qui a donné le ton à une représentation très conventionnelle du portrait. Ses tableaux poursuivent cet art hérité de l’ascendant flamand et hollandais. Son style a influencé Lépicié, Doncre et Vallayer-Coster.
Il a réalisé plus de 200 gravures, qui ont été reproduites tout au long du XVIIIe siècle, à partir de ses propres dessins et œuvres d’artistes contemporains et de la Renaissance,. En tant que dessinateur, il a réalisé principalement des portraits grandeur nature de ses peintures. Beaucoup de dessins de Gabriel Metsu ont été préservés grâce à ses mezzotinte.

### Tableaux
- Portrait de Maria van Oosterwijck, huile sur toile, 96 × 78 cm, Amsterdam, Rijksmuseum, 1671.
- Autoportrait avec casque, huile sur toile, Niedersächsisches Landesmuseum, Hanovre, v. 1655.
- Le petit dessinateur, tableau, Musée de l’Hospice Comtesse, Lille.
- Nature morte avec poisson et un chat, huile à bord, 71,5 × 62 cm, v. 1650, Rotterdam, Musée Boijmans Van Beuningen.
- Portrait d’Agneta de Graeff, huile sur toile, 71 × 59 cm, 1663-1664, Amsterdam, Amsterdams Historisch Museum.
- Portrait d’une jeune femme avec trois enfants, huile sur toile, 60 x 77 cm, Amsterdam, Rijksmuseum.
- Portrait d’un couple, tableau, Berlin, Gemäldegalerie.
- Autoportrait avec turban, huile sur toile, Berlin, Gemäldegalerie.
- Axe avec des lettres tenues par un ruban rouge, huile sur toile, 51,5 × 40,5 cm, 1658.
- Portrait du comte Theodor Heinrich von Strattmann, en collaboration avec Bernard Vaillant, Amsterdam, Rijksmuseum.
- Vanité, 1660, huile sur toile, 54 x 67 cm, musée des Beaux-Arts d'Orléans[9].
- Portrait d'un dessinateur, Troisième quart du XVIIe siècle, huile sur toile, 66,5 x 45,5 cm, musée des Beaux-Arts d'Orléans[10].

### Estampes
- Jeune homme lisant une statue de Cupidon, gravure (manière noire), 27,5 × 21,3 cm.
- Portrait de Rupert von der Pfalz, gravure (manière noire), 18,6 × 16,4 cm, San Francisco, Musées des beaux-arts de San Francisco.

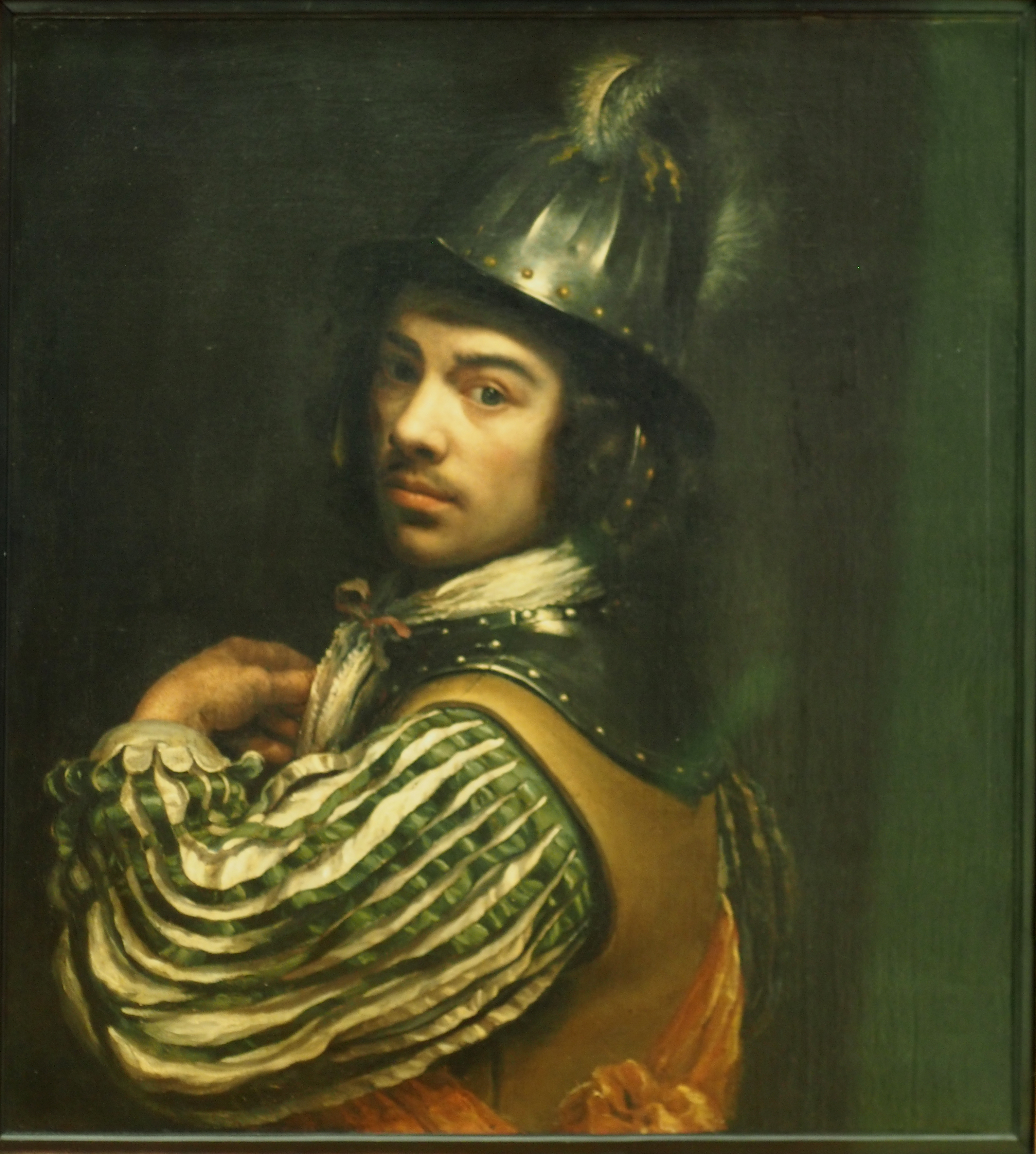
Autoportrait au casque, Hanovre, Niedersächsisches Landesmuseum, 1655.
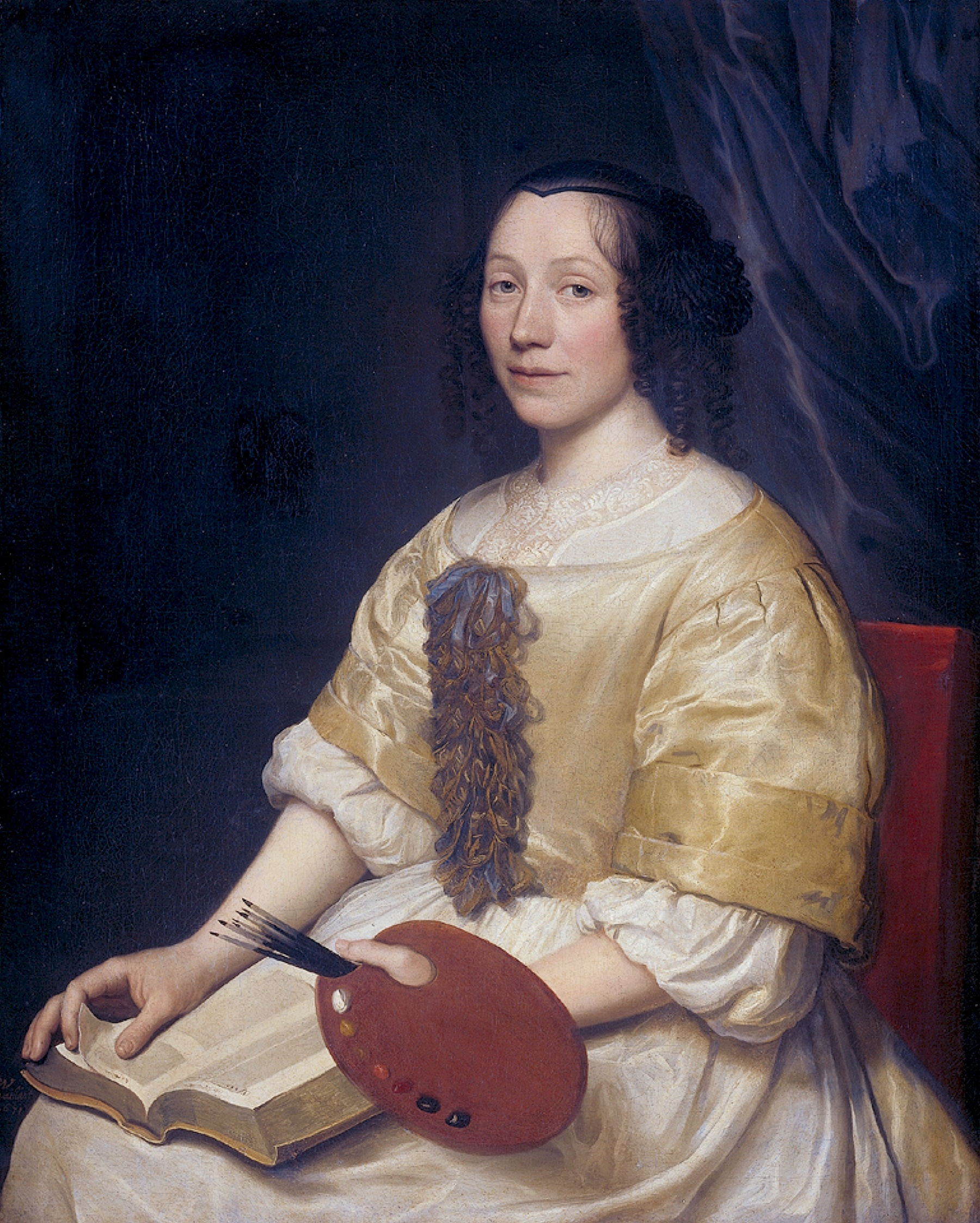
Portrait de Maria van Oosterwijk, Rijksmuseum, Amsterdam, 1671.
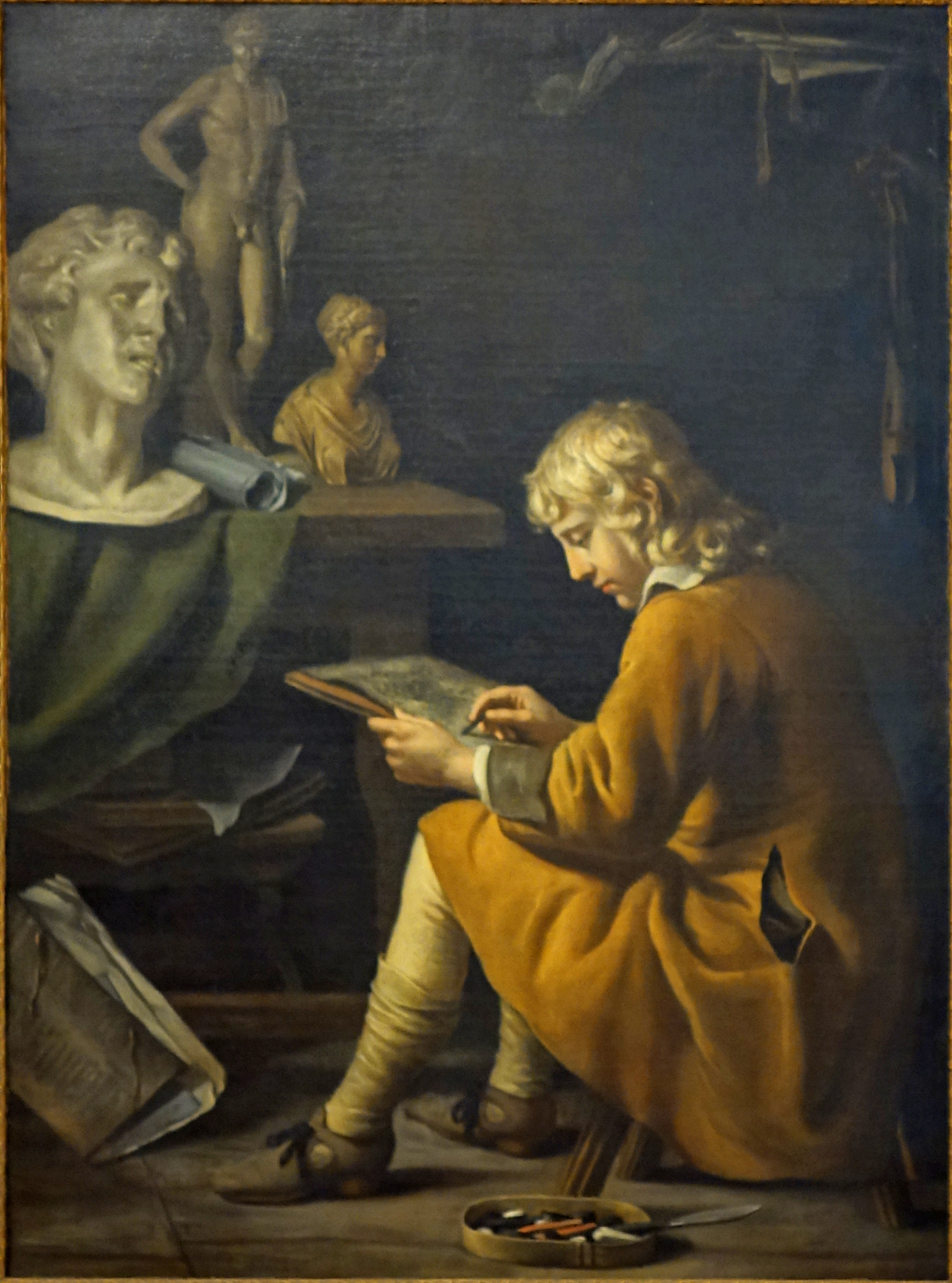
Le Jeune Artiste, Maastricht, Bonnefantenmuseum, 1650-75.
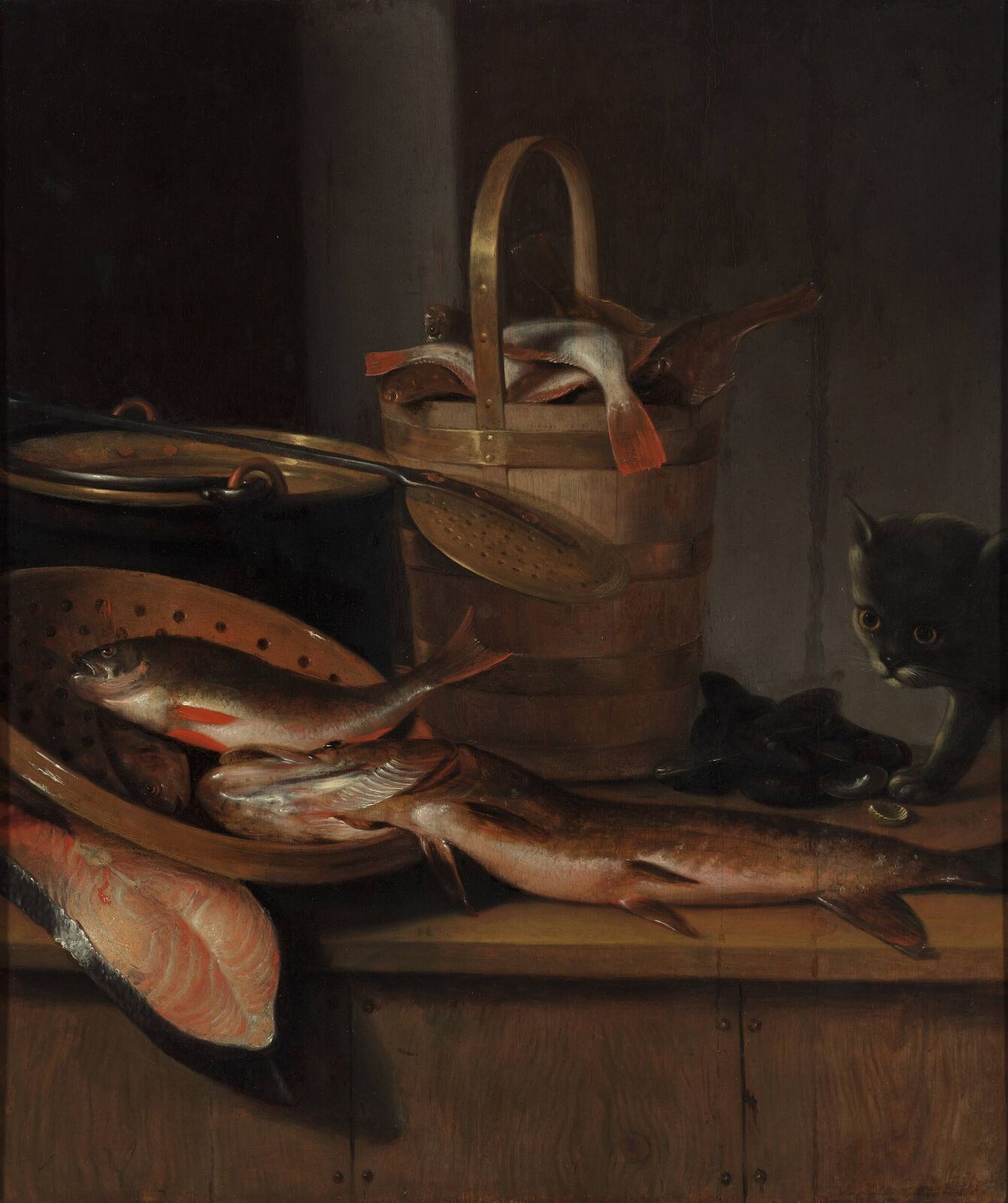
Nature morte avec poisson et chat, huile sur panneau, Rotterdam, Musée Boijmans Van Beuningen, v. 1650.
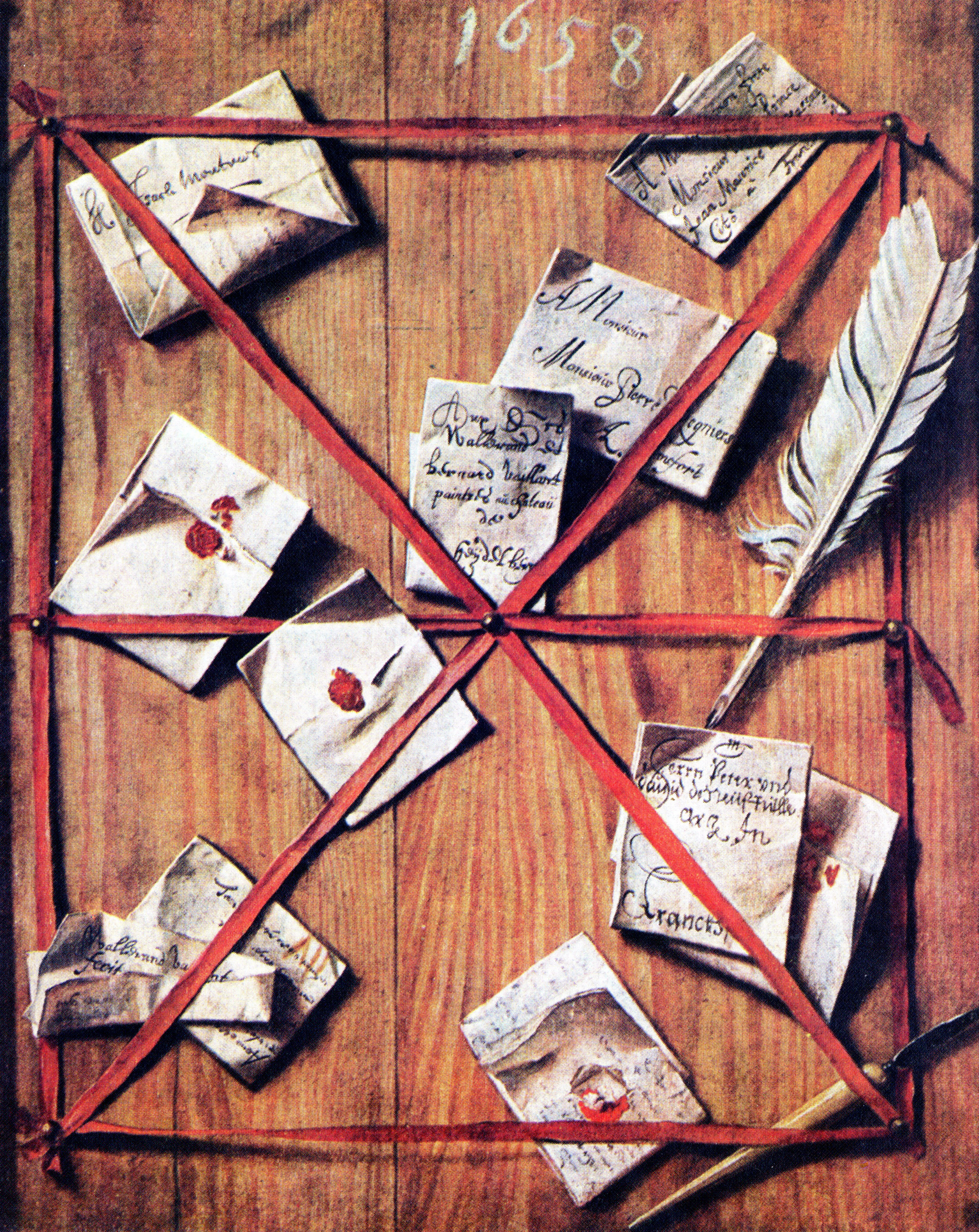
Nature morte aux lettres et à la plume, Dresde, Gemäldegalerie, 1658.